# Danh sách album nhạc phim Digimon Adventure 02
Dưới đây là danh sách toàn bộ album nhạc phim trong series Digimon Adventure 02.

## Tổng quan
| STT | Tên album | Ngày phát hành             | Tham khảo |
| --- | --- | -------------------------- | --------- |
| 1   | Digimon Adventure 02 Uta to Ongaku Shuu                                                                             | Đĩa 1: 5 tháng 7 năm 2000  | [ 1 ]     |
| 1   | Digimon Adventure 02 Uta to Ongaku Shuu                                                                             | Đĩa 2: 24 tháng 1 năm 2001 | [ 1 ]     |
| 2   | Digimon Adventure 02 Single Hit Parade                                                                              | 21 tháng 9 năm 2000        | [ 2 ]     |
| 3   | Digimon Adventure 02 Christmas Fantasy                                                                              | 2 tháng 11 năm 2000        | [ 2 ]     |
| 4   | Digimon Adventure 02 Best Hit Parade                                                                                | 6 tháng 6 năm 2001         | [ 2 ]     |
| 5   | Digimon Adventure 02 Diablomon Strikes Back - Original Soundtrack                                                   | 7 tháng 3 năm 2001         | [ 1 ]     |
| 6   | Digimon Adventure 02 Digimon Hurricane Touchdown!! Supreme Evolution!! The Golden Digimentals - Original Soundtrack | 25 tháng 7 năm 2001        | [ 1 ]     |
| 7   | Digimon Adventure 02 Best Partner                                                                                   |                            |           |

## Danh sách chi tiết

### Digimon Adventure 02 Uta to Ongaku Shuu
Toàn bộ soundtrack được hòa âm bởi Arisawa Takanori
| Đĩa 1            | Đĩa 1 | Đĩa 1            | Đĩa 1            | Đĩa 1                       | Đĩa 1      |
| STT              | Nhan đề | Phổ lời          | Phổ nhạc         | Trình bày                   | Thời lượng |
| ---------------- | --- | ---------------- | ---------------- | --------------------------- | ---------- |
| 1.               | "Target ~Akai Shougeki~ (TV size)" (ターゲット ~赤い衝撃~ (TV サイズ))                                                                 | Matsuki Yuu      | Oota Michihiko   | Wada Kouji                  | 1:34       |
| 2.               | "Avant 02" (アバン 02) |                  | Arisawa Takanori |                             | 0:36       |
| 3.               | "Sub Title 02" (サブ • タイトル 02) |                  | Arisawa Takanori |                             | 0:13       |
| 4.               | "Adventure Heart ~Daisuke no Theme~" (Adventure Heart ~大輔のテーマ~)                                                                  |                  | Arisawa Takanori |                             | 2:06       |
| 5.               | "Dancin’ On The Sky ~Miyako no Theme~" (Dancin’ On The Sky ~京のテーマ~)                                                               |                  | Arisawa Takanori |                             | 1:42       |
| 6.               | "Power Of Earth ~Iori no Theme~" (Power Of Earth ~伊織のテーマ~)                                                                       |                  | Arisawa Takanori |                             | 1:37       |
| 7.               | "Happy Friends ~Takeru no Theme~" (Happy Friends ~タケルのテーマ~)                                                                     |                  | Arisawa Takanori |                             | 1:52       |
| 8.               | "Sunshine Smile ~Hikari no Theme~" (Sunshine Smile ~ヒカリのテーマ~)                                                                   |                  | Arisawa Takanori |                             | 1:44       |
| 9.               | "Tanoshii Houkago" (楽しい放課後) |                  | Arisawa Takanori |                             | 1:36       |
| 10.              | "Saa, Digital World e Ikou!" (さあ, デジタルワールドへ行こう!)                                                                         |                  | Arisawa Takanori |                             | 1:41       |
| 11.              | "Zukkoke, Okkake, Oosawagi!?" (ズッコケ, オッカケ, オオサワギ!?)                                                                       |                  | Arisawa Takanori |                             | 1:29       |
| 12.              | "Ken-chan… ~Wormmon no Theme~" (賢ちゃん…。 ~ワームモンのテーマ~)                                                                      |                  | Arisawa Takanori |                             | 1:35       |
| 13.              | "Teki No Wana Da, Ki O Tsukero!" (敵のワナだ, 気を付けろ!)                                                                             |                  | Arisawa Takanori |                             | 1:30       |
| 14.              | "Eye Catch 02" (アイ • キャッチ 02) |                  | Arisawa Takanori |                             | 0:12       |
| 15.              | "Gekitotsu!!" (激突!!) |                  | Arisawa Takanori |                             | 1:31       |
| 16.              | "Aku no Butai Ga Yatte Kita" (悪の部隊がやって来た)                                                                                    |                  | Arisawa Takanori |                             | 1:28       |
| 17.              | "Break Up! (TV Size)" (Break Up! (TV サイズ))                                                                                          | Yamada Hiroshi   | Oota Michihiko   | Miyazaki Ayumi              | 2:00       |
| 18.              | "Kurihirogau Battle" (繰り広がるバトル)                                                                                                |                  | Arisawa Takanori |                             | 2:16       |
| 19.              | "Ankoku no Hohoemi ~Digimon Kaiser no Theme~" (暗闇の微笑み ~デジモンカイザーのテーマ~)                                                |                  | Arisawa Takanori |                             | 1:39       |
| 20.              | "Ie ni Kaerou ~Target Instruments~" (家に帰ろう ~ターゲット インストゥルメンツ~)                                                       |                  | Arisawa Takanori |                             | 1:46       |
| 21.              | "Dream World" |                  | Arisawa Takanori |                             | 2:32       |
| 22.              | "Ashita wa Atashi no Kaze ga Fuku (TV Size)" (アシタハアタシノカゼガフク (TV サイズ))                                                  | Miura Yoshiko    | MIYUKI           | Maeda Ai (AiM)              | 1:27       |
| 23.              | "Yokoku 02" (予告 02) |                  | Arisawa Takanori |                             | 0:31       |
| 24.              | "Tanomoshii Nakama-Tachi" (頼もしい仲間達)                                                                                             |                  | Arisawa Takanori |                             | 1:23       |
| 25.              | "Konran" (混乱) |                  | Arisawa Takanori |                             | 3:01       |
| 26.              | "Shutsugeki!!" (出撃!!) |                  | Arisawa Takanori |                             | 0:34       |
| 27.              | "Shizuka na Fuan" (静かな不安) |                  | Arisawa Takanori |                             | 1:34       |
| 28.              | "Furi na Tatakai" (不利な戦い) |                  | Arisawa Takanori |                             | 1:01       |
| 29.              | "Kiseki" (奇跡) |                  | Arisawa Takanori |                             | 1:39       |
| 30.              | "Requiem" (レクイエム) |                  | Arisawa Takanori | The Little Singers Of Tōkyō | 2:52       |
| 31.              | "Sakuhin No. 2 「Haru」 Ichouchou ~Bokura No War Game!~ (Gekijō Size)" (作品 No. 2 「春」 イ長調 ~ぼくらのウォーゲーム!~ (劇場サイズ)) | Namika           | Miyazaki Michi   | Maeda Ai (AiM)              | 1:52       |
| Tổng thời lượng: | Tổng thời lượng: | Tổng thời lượng: | Tổng thời lượng: | Tổng thời lượng:            | 48:33      |

| Đĩa 2            | Đĩa 2                                                                          | Đĩa 2            | Đĩa 2            | Đĩa 2            | Đĩa 2      |
| STT              | Nhan đề                                                                        | Phổ lời          | Phổ nhạc         | Trình bày        | Thời lượng |
| ---------------- | ------------------------------------------------------------------------------ | ---------------- | ---------------- | ---------------- | ---------- |
| 1.               | "Target ~Akai Shougeki~ (TV size)" (ターゲット ~赤い衝撃~ (TV サイズ))         | Matsuki Yuu      | Oota Michihiko   | Wada Kouji       | 1:34       |
| 2.               | "Avant 02" (アバン 02)                                                         |                  | Arisawa Takanori |                  | 0:36       |
| 3.               | "Sub Title 02" (サブ • タイトル 02)                                            |                  | Arisawa Takanori |                  | 0:13       |
| 4.               | "Adventure Heart ~Daisuke no Theme~ #2" (Adventure Heart ~大輔のテーマ~ #2)    |                  | Arisawa Takanori |                  | 1:39       |
| 5.               | "Dancin’ On The Sky ~Miyako no Theme~ #2" (Dancin’ On The Sky ~京のテーマ~ #2) |                  | Arisawa Takanori |                  | 2:14       |
| 6.               | "Power Of Earth ~Iori no Theme~ #2" (Power Of Earth ~伊織のテーマ~ #2)         |                  | Arisawa Takanori |                  | 1:53       |
| 7.               | "Happy Friends ~Takeru no Theme~ #2" (Happy Friends ~タケルのテーマ~ #2)       |                  | Arisawa Takanori |                  | 1:48       |
| 8.               | "Sunshine Smile ~Hikari no Theme~ #2" (Sunshine Smile ~ヒカリのテーマ~ #2)     |                  | Arisawa Takanori |                  | 1:56       |
| 9.               | "Tanoshii Houkago" (楽しい放課後)                                              |                  | Arisawa Takanori |                  | 1:36       |
| 10.              | "Iku Zo! Digital World" (行くぞ! デジタルワールド)                             |                  | Arisawa Takanori |                  | 1:43       |
| 11.              | "Nakanaka Umaku Ikanai Naa…" (なかなかうまくいかないなぁ…)                     |                  | Arisawa Takanori |                  | 1:41       |
| 12.              | "Ken-chan… ~Wormmon no Theme~ #2" (賢ちゃん…。 ~ワームモンのテーマ~ #2)        |                  | Arisawa Takanori |                  | 1:31       |
| 13.              | "Samayoi no Mori" (さまよいの森)                                               |                  | Arisawa Takanori |                  | 2:08       |
| 14.              | "Saa, Totsugeki Da!" (さあ, 突撃だ!)                                           |                  | Arisawa Takanori |                  | 1:54       |
| 15.              | "Yuukan Ni Tachimukau Zo!!" (勇敢に立ち向かうぞ!!)                             |                  | Arisawa Takanori |                  | 1:56       |
| 16.              | "Eye Catch 02" (アイ • キャッチ 02)                                            |                  | Arisawa Takanori |                  | 0:12       |
| 17.              | "Gekitotsu!!" (激突!!)                                                         |                  | Arisawa Takanori |                  | 1:31       |
| 18.              | "Mita Koto no Nai Yatsura ga Arawareta!" (見たことの無いヤツらが現れた!)       |                  | Arisawa Takanori |                  | 1:31       |
| 19.              | "Nante Tsuyoi Teki Nan Da!!" (なんて強い敵なんだ!!)                            |                  | Arisawa Takanori |                  | 2:03       |
| 20.              | "Brave Heart (TV size)" (Brave Heart (TV サイズ))                              | Omori Shouko     | Oota Michihiko   | Mizayaki Ayumi   | 2:05       |
| 21.              | "Beat Hit! (TV size)" (Beat Hit! (TV サイズ))                                  | Yamada Hiroshi   | Oota Michihiko   | Mizayaki Ayumi   | 2:21       |
| 22.              | "Yogiru Fuan" (よぎる不安)                                                     |                  | Arisawa Takanori |                  | 1:39       |
| 23.              | "Seijaku" (静寂)                                                               |                  | Arisawa Takanori |                  | 2:01       |
| 24.              | "Yuuyake ~Target Piano Version~" (夕焼け ~ターゲットピアノヴァージョン~)       |                  | Arisawa Takanori |                  | 2:03       |
| 25.              | "Sorosoro Yuuhan Da Ne" (そろそろ夕飯だね)                                     |                  | Arisawa Takanori |                  | 1:31       |
| 26.              | "Itsumo Itsudemo (TV Size)" (いつもいつでも (TV サイズ))                       | Matsuki Yuu      | Shirakawa Akira  | Maeda Ai (AiM)   | 1:25       |
| 27.              | "Yokoku 02" (予告 02)                                                          |                  | Arisawa Takanori |                  | 0:31       |
| Tổng thời lượng: | Tổng thời lượng:                                                               | Tổng thời lượng: | Tổng thời lượng: | Tổng thời lượng: | 43:15      |

### Digimon Adventure 02 Single Hit Parade
| STT              | Nhan đề | Phổ lời          | Phổ nhạc         | Trình bày                                                                | Thời lượng |
| ---------------- | --- | ---------------- | ---------------- | ------------------------------------------------------------------------ | ---------- |
| 1.               | "Target ~Akai Shougeki~" (ターゲット ~赤い衝撃~) | Matsuki Yuu      | Oota Michihiko   | Wada Kouji                                                               | 4:27       |
| 2.               | "Zettai All Right ~Digimental Up!~" (絶対オーライ ~デジメンタルアップ!~) | Omori Shouko     | Oota Michihiko   | Noda Junko, Matsumoto Miwa, Tōchika Kōichi, Urawa Megumi, Tokumitsu Yuka | 4:58       |
| 3.               | "Now Is The Time!!" | 1171             | Watanabe Cheru   | Maeda Ai (AiM)                                                           | 4:34       |
| 4.               | "Boku Wa Boku Datte" (僕は僕だって) | Matsuki Yuu      | Chiwata Hidenori | Wada Kouji                                                               | 4:14       |
| 5.               | "Break Up!" | Yamada Hiroshi   | Oota Michihiko   | Miyazaki Ayumi                                                           | 4:06       |
| 6.               | "Ashita wa Atashi no Kaze ga Fuku" (アシタハアタシノカゼガフク) | Miura Yoshiko    | MIYUKI           | Maeda Ai (AiM)                                                           | 4:12       |
| 7.               | "Stand By Me ~Hito Natsu No Bouken~ (A DAY IN THE BOY’S LIFE VERSION • PROMISED LAND)" (スタンド • バイ • ミー ~ひと夏の冒険~ (A DAY IN THE BOY’S LIFE VERSION • PROMISED LAND)) | 1171             | Ueda Kouji       | Maeda Ai (AiM)                                                           | 3:27       |
| Tổng thời lượng: | Tổng thời lượng: | Tổng thời lượng: | Tổng thời lượng: | Tổng thời lượng:                                                         | 29:37      |

### Digimon Adventure 02 Christmas Fantasy
| STT              | Nhan đề                                                      | Phổ lời                    | Phổ nhạc           | Trình bày                                                                                   | Thời lượng |
| ---------------- | ------------------------------------------------------------ | -------------------------- | ------------------ | ------------------------------------------------------------------------------------------- | ---------- |
| 1.               | "Minna no Christmas" (みんなのクリスマス)                    | Wada Kouji                 | Oota Michihiko     | Wada Kouji                                                                                  | 5:38       |
| 2.               | "Jingle Bells" (ジングル • ベル)                             | Miyazawa Shouji (lời Nhật) | James S. Pierpont  | Yamamoto Taisuke, Urawa Megumi                                                              | 2:24       |
| 3.               | "Mama ga Santa ni Kiss Shita" (ママがサンタにキッスした)     | Sazanami Kenji (lời Nhật)  | Tommie Connor      | Noda Junko, Matsumoto Miwa, Tōchika Kōichi, Urawa Megumi, Tokumitsu Yuka, Takahashi Naozumi | 2:18       |
| 4.               | "Kiyoshi Kono Yoru" (きよしこの夜)                           | Yoshiki Yasushi (lời Nhật) | Franz Xaver Gruber | Araki kae, Natsuki Rio                                                                      | 2:29       |
| 5.               | "Daisuke to Ken no Kaimono Carol" (大輔と賢の買い物キャロル) | Yamada Hiroshi             | Tsuru Yoshio       | Kiuchi Reiko, Paku Romi                                                                     | 4:14       |
| 6.               | "Tenshi no Inori" (天使の祈り)                               | Matsuki Yuu                | Oota Michihiko     | Maeda Ai (AiM)                                                                              | 5:25       |
| Tổng thời lượng: | Tổng thời lượng:                                             | Tổng thời lượng:           | Tổng thời lượng:   | Tổng thời lượng:                                                                            | 22:28      |

### Digimon Adventure 02 Best Hit Parade
| STT              | Nhan đề                                                                                               | Phổ lời          | Phổ nhạc         | Trình bày                                                                | Thời lượng |
| ---------------- | --- | ---------------- | ---------------- | ------------------------------------------------------------------------ | ---------- |
| 1.               | "Target ~Akai Shougeki~" (ターゲット ~赤い衝撃~)                                                      | Matsuki Yuu      | Oota Michihiko   | Wada Kouji                                                               | 4:25       |
| 2.               | "Break Up!"                                                                                           | Yamada Hiroshi   | Oota Michihiko   | Miyazaki Ayumi                                                           | 4:05       |
| 3.               | "Ashita wa Atashi no Kaze ga Fuku" (アシタハアタシノカゼガフク)                                       | Miura Yoshiko    | MIYUKI           | Maeda Ai (AiM)                                                           | 4:08       |
| 4.               | "Zettai All Right ~Digimental Up!~" (絶対オーライ ~デジメンタルアップ!~)                              | Omori Shouko     | Oota Michihiko   | Noda Junko, Matsumoto Miwa, Tōchika Kōichi, Urawa Megumi, Tokumitsu Yuka | 4:57       |
| 5.               | "Brave Heart (Arranger's Remix Version)" (Brave Heart (アレンジャーのリミックスバージョン))           | Yamada Hiroshi   | Oota Michihiko   | Miyazaki Ayumi                                                           | 4:15       |
| 6.               | "Boku Wa Boku Datte" (僕は僕だって)                                                                   | Matsuki Yuu      | Chiwata Hidenori | Wada Kouji                                                               | 4:12       |
| 7.               | "Itsumo Itsudemo" (いつもいつでも)                                                                    | Matsuki Yuu      | Shirakawa Akira  | Maeda Ai (AiM)                                                           | 4:27       |
| 8.               | "Beat Hit!"                                                                                           | Yamada iroshi    | Oota Michihiko   | Wada Kouji                                                               | 4:19       |
| 9.               | "Now Is The Time!!"                                                                                   | 1171             | Watanabe Cheru   | Maeda Ai (AiM)                                                           | 4:34       |
| 10.              | "Tobira~DOOR~ (Acoustic Version)" (扉 ~Door~ (アコースティックバージョン))                            | Omori Shouko     | Oota Michihiko   | Kazama Youto                                                             | 5:45       |
| 11.              | "Target ~Akai Shougeki~ (Director's Version)" (ターゲット ～赤い衝撃～ (ディレクターズヴァージョン）) | Matsuki Yuu      | Oota Michihiko   | Wada Kouji                                                               | 3:37       |
| 12.              | "Itsumo Itsudemo (Producer's Version)" (いつも いつでも (プロデューサーのバージョン))                 | Matsuki Yuu      | Shirakawa Akira  | Maeda Ai (AiM)                                                           | 4:08       |
| 13.              | "Butter-Fly (Gekijou Size) #2" (バターフライ（劇場サイズ＃3）)                                        | Chiwata Hidenori | Chiwata Hidenori | Wada Kouji                                                               | 4:12       |
| Tổng thời lượng: | Tổng thời lượng:                                                                                      | Tổng thời lượng: | Tổng thời lượng: | Tổng thời lượng:                                                         | 53:32      |

### Digimon Adventure 02 Digimon Hurricane Touchdown!! Supreme Evolution!! The Golden Digimentals - Original Soundtrack
| STT | Nhan đề                                                                                                 | Phổ lời        | Phổ nhạc           | Trình bày      | Thời lượng |
| --- | --- | -------------- | ------------------ | -------------- | ---------- |
| 1.  | "Kiseki (Title March)" (奇跡 (タイトルマーチ))                                                          |                | Arisawa Takanori   |                |            |
| 2.  | "Hanabata" (花畑)                                                                                       |                | Arisawa Takanori   |                |            |
| 3.  | "Target ~Akai Shougeki~ (MOVIE SIZE)" (ターゲット ~赤い衝動~ (MOVIE SIZE))                              | Matsuki Yuu    | Oota Michihiko     | Wada Kouji     |            |
| 4.  | "Kieta Kodomo-tachi…" (消えた子供たち…)                                                                 |                | Arisawa Takanori   |                |            |
| 5.  | "Cool na Tatakai" (クールな戦い)                                                                        |                | Arisawa Takanori   |                |            |
| 6.  | "Chocomon! It’s me Wallace!!" (チョコモン! イッツ • ミー • ウォレス!!)                                  |                | Arisawa Takanori   |                |            |
| 7.  | "Chindouchuu 1" (珍道中1)                                                                               |                | Arisawa Takanori   |                |            |
| 8.  | "Summer Memory" (サマーメモリー)                                                                        |                | Arisawa Takanori   |                |            |
| 9.  | "Daijoubu, Daijoubu" (大丈夫, 大丈夫)                                                                   |                | Arisawa Takanori   |                |            |
| 10. | "Chindouchuu 2" (珍道中2)                                                                               |                | Arisawa Takanori   |                |            |
| 11. | "Brave Heart (2000 SUMMER SIZE)"                                                                        | Yamada Hiroshi | Oota Michihiko     | Miyazaki Ayumi |            |
| 12. | "Yamero Chocomon" (やめろチョコモン)                                                                    |                | Arisawa Takanori   |                |            |
| 13. | "Wallace o Mamoru!" (ウォレスを守る!)                                                                   |                | Arisawa Takanori   |                |            |
| 14. | "Kuuchuu Hikou" (空中飛行)                                                                              |                | Arisawa Takanori   |                |            |
| 15. | "Tsuujiau Kokoro" (通じ合う心)                                                                          |                | Arisawa Takanori   |                |            |
| 16. | "Break Up! (2000 SUMMER SIZE)"                                                                          | Yamada Hiroshi | Oota Michihiko     | Miyazaki Ayumi |            |
| 17. | "Omoide no Summer Memory" (思い出のサマーメモリー)                                                      |                | Arisawa Takanori   |                |            |
| 18. | "Taisetsu na Tomodachi" (大切な友達)                                                                    |                | Arisawa Takanori   |                |            |
| 19. | "Kizuna" (絆)                                                                                           |                | Arisawa Takanori   |                |            |
| 20. | "Kaerou… Ano Koro Ni…" (カエロウ… アノコロニ…)                                                          |                | Arisawa Takanori   |                |            |
| 21. | "Aku" (悪)                                                                                              |                | Arisawa Takanori   |                |            |
| 22. | "Aku ni Henka" (悪に変化)                                                                               |                | Arisawa Takanori   |                |            |
| 23. | "Saidai Aku" (最大 悪)                                                                                  |                | Arisawa Takanori   |                |            |
| 24. | "Asobidougu" (遊び道具)                                                                                 |                | Arisawa Takanori   |                |            |
| 25. | "Taisetsu Na Tomodachi" (大切な友達)                                                                    |                | Arisawa Takanori   |                |            |
| 26. | "Aku No Tanjou" (悪の誕生)                                                                              |                | Arisawa Takanori   |                |            |
| 27. | "Kiseki no Digimental" (奇跡のデジメンタル)                                                             |                | Arisawa Takanori   |                |            |
| 28. | "FOREVER FRIENDS (ACOUSTIC VERSION)"                                                                    | Hassy          | Murakami Masayoshi | Hassy          |            |
| 29. | "Kuro Kara Shiro E (LONG VERSION)" ("黒から白へ (LONG VERSION))                                         |                | Arisawa Takanori   |                |            |
| 30. | "Nagare Tsuita Digitama" (流れついたデジタマ)                                                           |                | Arisawa Takanori   |                |            |
| 31. | "Stand By Me ~Hito Natsu No Bōken~ (MOVIE VOCAL)" (スタンド • バイ • ミー ~ひと夏の冒険~ (MOVIE VOCAL)) | 1171           | Ueda Kouji         | Maeda Ai (AiM) |            |

### Digimon Adventure 02 Diablomon Strikes Back - Original Soundtrack
| STT | Nhan đề                                                                                     | Phổ lời        | Phổ nhạc         | Trình bày      | Thời lượng |
| --- | ------------------------------------------------------------------------------------------- | -------------- | ---------------- | -------------- | ---------- |
| 1.  | "Boléro" (ボレロ)                                                                           |                | Arisawa Takanori |                |            |
| 2.  | "Konran ~ Shutsugeki ~ Fuan" (混乱 ~ 出撃 ~ 不安)                                           |                | Arisawa Takanori |                |            |
| 3.  | "Konran" (混乱)                                                                             |                | Arisawa Takanori |                |            |
| 4.  | "Brave Heart"                                                                               | Yamada Hiroshi | Oota Michihiko   |                |            |
| 5.  | "Sentou ~ Fuan ~ Sentou ~ Sara ni Ressei" (戦闘 ~ 不安 ~ 戦闘 ~ さらに劣勢)                 |                | Arisawa Takanori |                |            |
| 6.  | "Konran ~ Shutsugeki ~ Shizuka n Kuukan" (混乱 ~ 出撃 ~ 静かな空間)                         |                | Arisawa Takanori |                |            |
| 7.  | "Shutsugeki" (出撃)                                                                         |                | Arisawa Takanori |                |            |
| 8.  | "Shizuka na Fuan" (静かな不安)                                                              |                | Arisawa Takanori |                |            |
| 9.  | "Chousenjou" (挑戦状)                                                                       |                | Arisawa Takanori |                |            |
| 10. | "Konran (Serious)" (混乱 (シリアス))                                                        |                | Arisawa Takanori |                |            |
| 11. | "Yoru wo Hashiru" (夜を走る)                                                                |                | Arisawa Takanori |                |            |
| 12. | "Furi na Tatakai" (不利な戦い)                                                              |                | Arisawa Takanori |                |            |
| 13. | "Me de Kiku Koto Mimi de Miru Koto" (目で聞くこと 耳で見ること)                             |                | Arisawa Takanori |                |            |
| 14. | "Friend ~Itsumademo Wasurenai~ (Gekijou Size)" (フレンド ~いつまでも忘れない~ (劇場サイズ)) | Tanaka Hanano  | Yuasa Kouichi    | Maeda Ai (AiM) |            |
| 15. | "Boléro (Type 2)" (ボレロ (Type 2))                                                         |                | Arisawa Takanori |                |            |